# Kim Raver
Kimberly Jayne Raver (New York, 15 maart 1969) is een Amerikaans actrice. Ze is het meest bekend van haar rol als Kim Zambrano in de televisieserie Third Watch en die van Audrey Raines in 24.

## Levensloop
Raver werd geboren en groeide op in New York. Van haar zesde tot haar negende had ze een rol in de Amerikaanse versie van Sesamstraat. Na Sesamstraat speelde ze in diverse kleine toneelstukken voor kinderen in New York. Nadat ze afstudeerde van Boston University besloot Raver haar acteercarrière door te zetten door een theateropleiding te volgen in New York, onder de mentor en leraar Wynn Handman.
Raver begon haar volwassen acteercarrière met het spelen in reclames van Visa en Jeep. Haar grote doorbraak beleefde ze naar haar Broadway-debuut in het toneelstuk "Holiday", waarin ze speelde met Laura Linney en Tony Goldwyn. Ze speelde daarna nog in de speelfilm City Hall met Al Pacino. Ook had ze een rol in de theatervoorstelling The Glimmer Brothers naast John Spencer en David Schwimmer.
Van 1999 tot en met 2005 had ze een rol in de dramaserie Third Watch. Sinds 2004 speelt ze de rol van Audrey Raines in de televisieserie 24 naast Kiefer Sutherland. In 2006 had ze een rol in de televisieserie The Nine, waarin ze een van de slachtoffers van een bankoverval speelde, deze serie werd gestopt na tegenvallende kijkcijfers.
Sinds 2009 is ze te zien in de ziekenhuisserie Grey's Anatomy als de cardioloog Dr. Teddy Altman, die samen met Dr. Owen Hunt gediend heeft in Irak. In 2012 vertrok Raver uit de serie. In seizoen 14 verscheen ze verschillende afleveringen als gastacteur, waarna Raver terug werd toegevoegd aan de cast voor Seizoen 15 van Grey's Anatomy.
Raver spreekt vloeiend Frans en Duits. Die laatste taal leerde ze van haar Duitse moeder. Raver is getrouwd met Manuel Boyer. Samen hebben ze twee kinderen.

## Filmografie

### Televisie
- Trinity (1998) - Clarissa McCallister
- Third Watch (1999-2004) - Kim Zambrano (afleveringen 1-111)
- 24 (2004-2007) - Audrey Raines
- The Nine (2006) - Kathryn
- Lipstick Jungle (2007) - Nico Reilly
- 24: Live Another Day (2014) - Audrey Raines
- Grey's Anatomy (2009-2012/2018-heden) - Dr. Teddy Altman
- Station 19 (2020) - Dr. Teddy Altman
- Designated Survivor (2020) - Dr. Andrea Frost

### Film
- City Hall (1996)
- Haunting Sarah (2005)
- Night at the Museum (2006) - Erica Daley
- Prisoner (2007) - Renee
- The Braid (2023)